# (16588) Johngee
(16588) Johngee (1992 ST) – planetoida z grupy przecinających orbitę Marsa okrążająca Słońce w ciągu 4,09 lat w średniej odległości 2,56 j.a. Odkryta 23 września 1992 roku.